# گردباد نوک بال

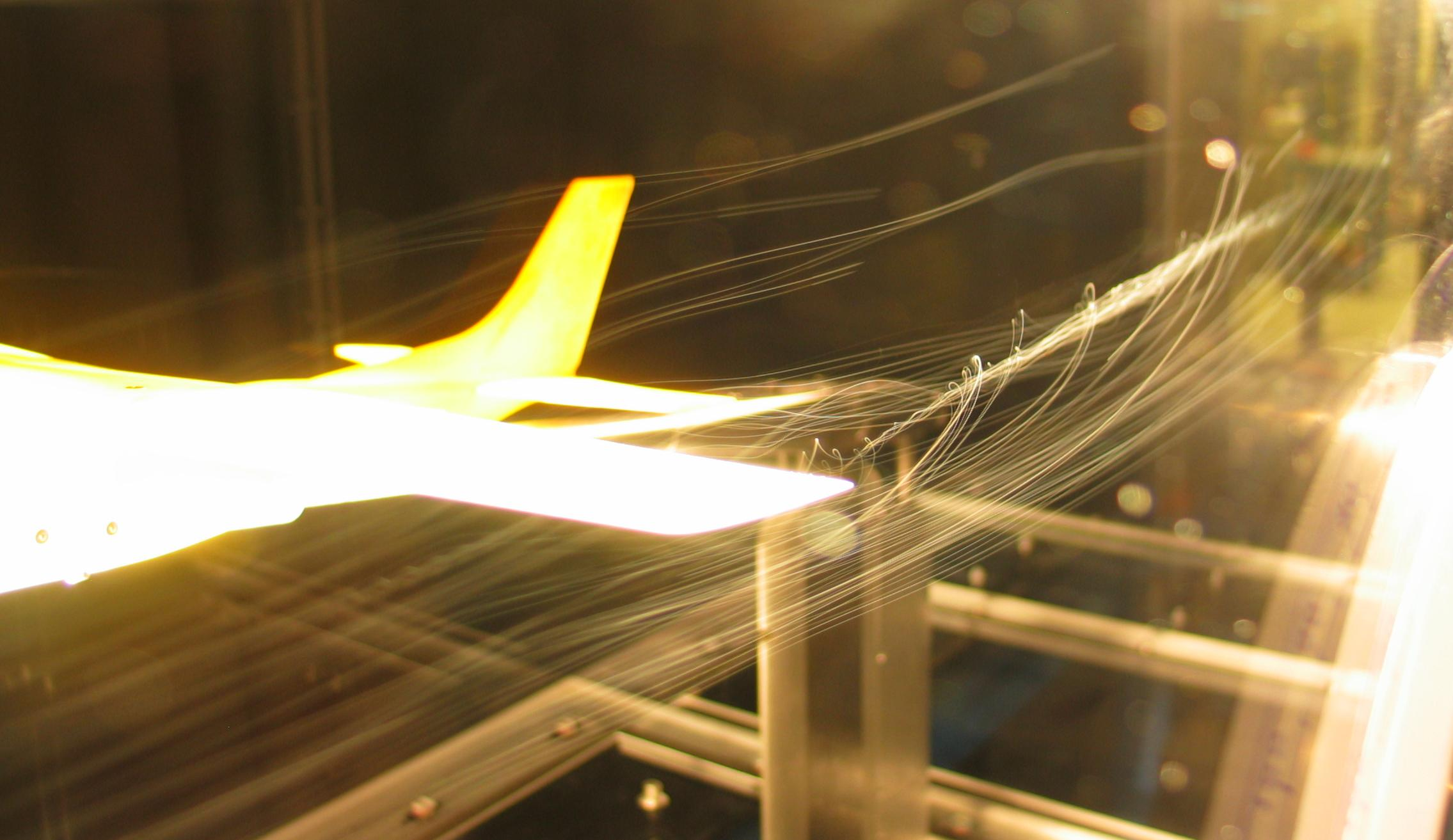
اختلاف فشار هوای بالا و پایین بال در سسنا ۱۸۲ در آزمایش تونل باد

گردباد نوک بال یا تاوهٔ نوک بال (به انگلیسی: Wingtip vortices) یک حلقهٔ گِرد است همانند گردباد است که پشت بال هواپیماها در هنگام نزدیک شدن به زمین ایجاد می‌شود. این حلقه زمانی ایجاد می‌شود که نیروی برآر فراهم شده باشد. ممکن است این حلقه پیچشی بوسیلهٔ بالچهٔ دم هواپیما نیز تولید شود.
در صورتی که یک نیروی برآر سه‌بعدی فراهم شود، از پیامدهای اصلی و بنیادین آن می‌توان به بروز یک نیروی پسار برانگیخته یا پایین‌رانش باشد. روش‌های گوناگونی در طراحی و هندسهٔ بال هواپیما وجود دارد که از برانگیزش نیروی پسار جلوگیری شود. بارگیری بال نیز بر ایجاد تاوه تأثیرگذار است. تاوهٔ نوک بال در هوای مرطوب بهتر ایجاد می‌شود و در صورتی که تاوه نوک بال در هوای بدون گرد و غبار ایجاد شود، اگر هوا در بخش مرکزی تاوه سرد شود، تاوه با چشم غیرمسلح دیده خواهد شد.

## پروسهٔ ایجاد تاوه نوک بال
در پرواز هواپیما به سمت جلو، پس از برخورد هوای روبروی بال به لبهٔ حمله، جریان هوای زیر بال و روی بال با هم متفاوت خواهند شد؛ بنابراین هنگامی که یک بال، نیروی برآر تولید می‌کند، هوای روی بال، فشار کمتری نسبت به هوای زیر بال پیدا خواهد کرد. درنتیجه در هنگام خروج هوا از لبهٔ فرار، جریان هوای زیر بال و روی بال به دور یکدیگر پیجیده و یک شرایط موزون همانند گردباد ایجاد می‌کنند. این جریان که تاوه نام دارد، دارای یک هستهٔ کم‌فشار است.

## نگارخانه

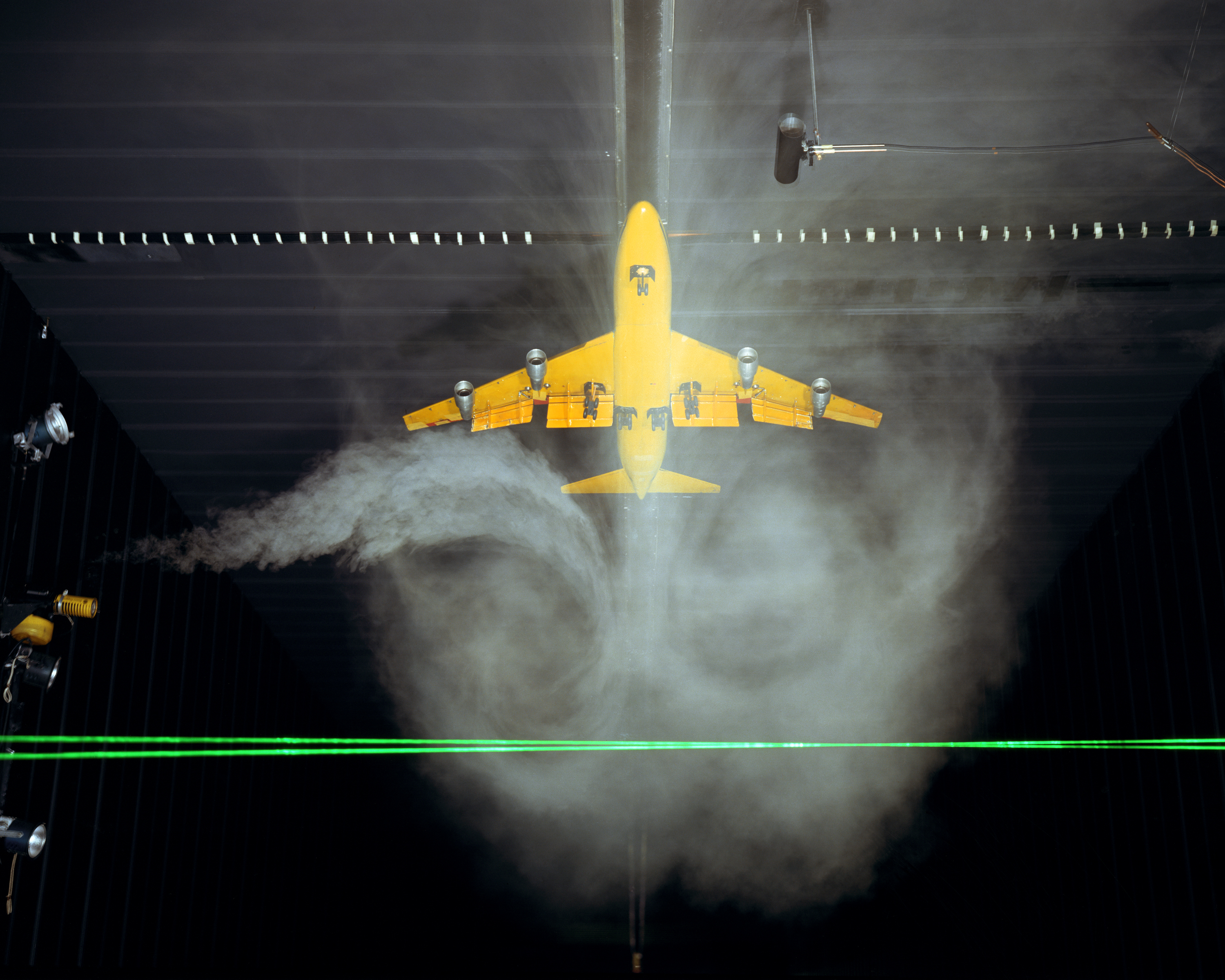
آزمایش تاوه در یک بوئینگ ۷۴۷ در مرکز تحقیقات لنگلی
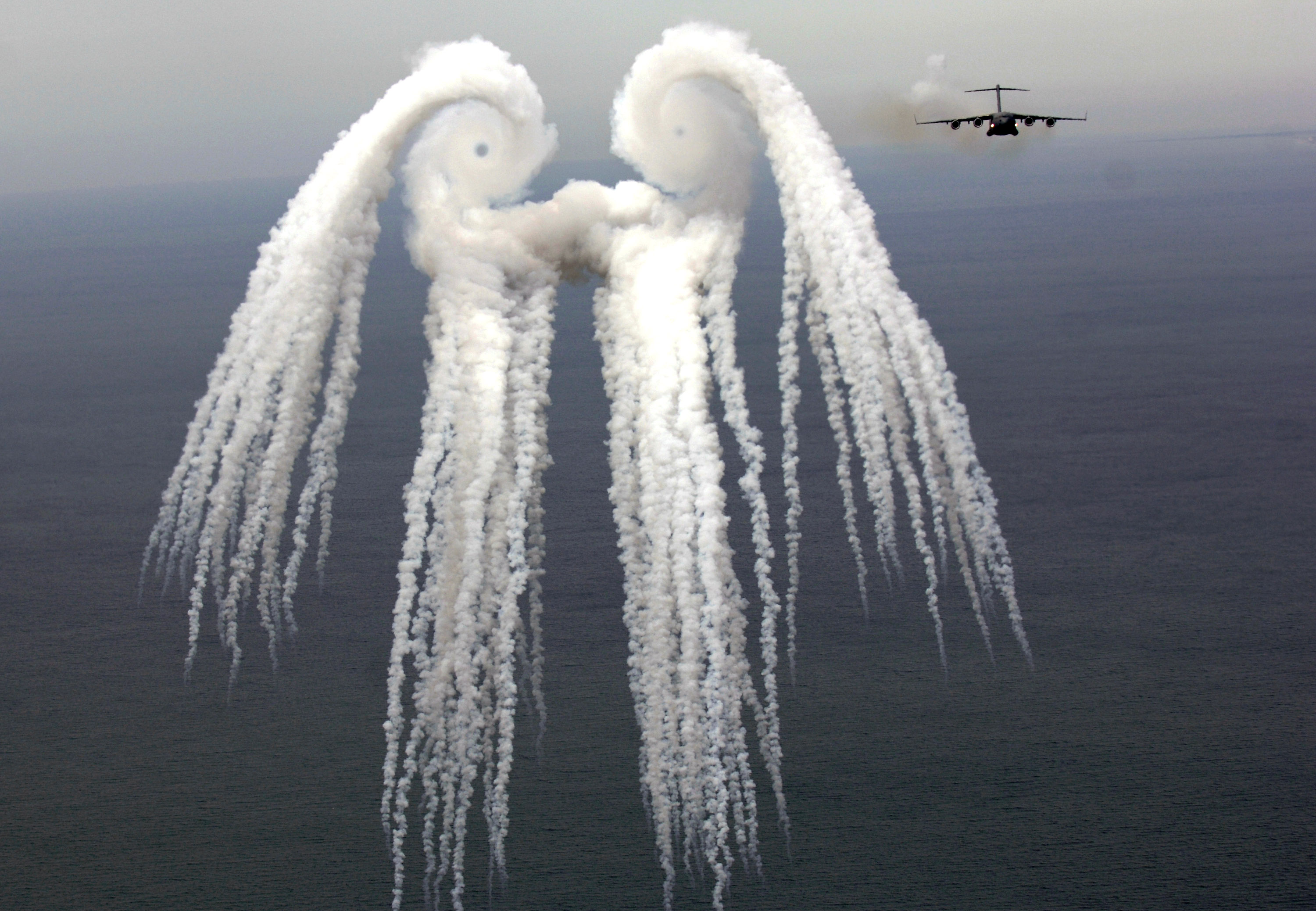
پرواز یک فروند سی-۱۷ و تاوهٔ ایجاد شده از دودهای باقیمانده از شراره
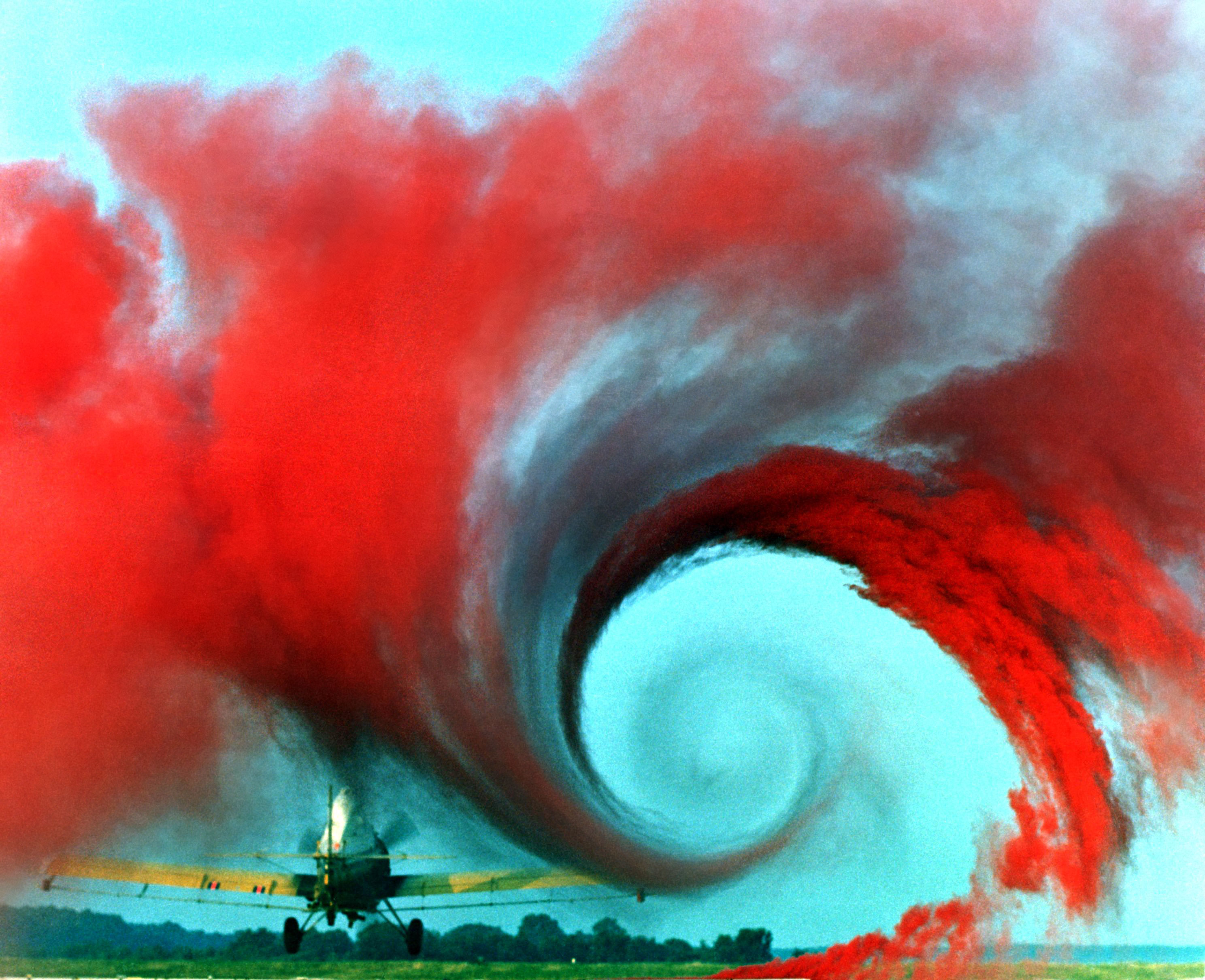
تاوه ایجاد شده با دود مصنوعی و ویرایش رایانه‌ای تصویر برای نمایش بهتر این رویداد
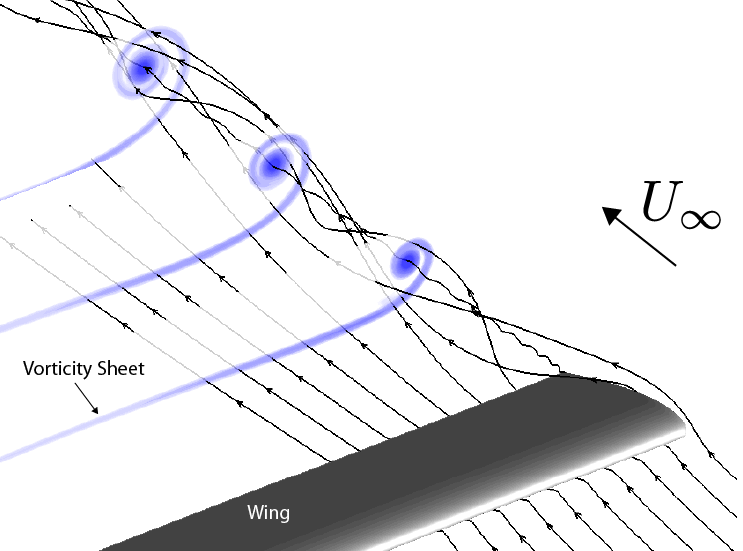